# パラウ・サン・ジョルディ
パラウ・サン・ジョルディ（スペイン語: Palau Sant Jordi、カタルーニャ語発音: [pəˈɫaw ˈsaɲ ˈʒɔrði], 英語: St. George's Palace）は、スペイン・バルセロナにある屋内競技場。欧州アリーナ協会に加盟している。

## 概要
1992年開催のバルセロナオリンピック開催を契機に建設された。五輪では体操競技やハンドボール決勝、バレーボール決勝が開催された 。設計者は日本の建築家磯崎新。こけら落としイベントはマクドナルド選手権であった。また、バスケットボールでは1998年と2003年、2011年のユーロリーグファイナルフォーの開催、コンサートなどが行われている。2003年には世界水泳選手権が行われた 。
2013年開催の世界男子ハンドボール選手権でも使用された。